# جک هابز (بازیگر)
جک هابز (انگلیسی: Jack Hobbs؛ ۲۸ سپتامبر ۱۸۹۳ – ۴ ژوئن ۱۹۶۸) بازیگر اهل بریتانیا بود.
از فیلم‌ها یا برنامه‌های تلویزیونی که وی در آن نقش داشته‌است، می‌توان به میلیون‌ها، با احتیاط جابه‌جا کنید، دردسر در فروشگاه، تماس برای جوانان، پایان خوش، وای دکتر نه! اشاره کرد.